# Ippolito Rosellini
Ippolito Rosellini (Pisa, 13 de Agosto de 1800 — 4 de Junho de 1843) foi um egiptólogo italiano. 

## Vida
Rosellini era filho de comerciantes de Pescia. Em 1817 ingressou na Universidade de Pisa, onde se formou em teologia a 5 de Junho de 1821. Em 1824 tornou-se professor desta instituição, onde ensinou na área das línguas orientais (Rosellini era especialista em hebraico e árabe) e da história da Antiguidade Oriental. 
Simultaneamente Rosellini iniciou uma tarefa de divulgação do trabalho do francês Jean-François Champollion, que conheceu em Florença no Verão de 1825 e que em 1822 tinha decifrado os hieróglifos. Nesse sentido, Rosellini publica a obra Il sisteme geroglifico del signor Champollion dichiarato ed esposto all intelligenza di tutti. Ainda no mesmo ano é criada a disciplina de Egiptologia na Universidade de Pisa, regida por Rosellini, tornando-se esta universidade a primeira a ensinar egiptologia no continente europeu.
Rosellini e Champollion prepararam uma expedição conjunta ao Egipto, que foi financiada pela França e por Leopoldo II, grão-duque da Toscânia.  Esta expedição (1828-1829) percorreu os principais locais de interesse arqueológico do Egipto e da Núbia e recolheu objectos para o Museu do Louvre e o Museu de Florença. 
Acompanhando Rosellini encontravam-se o pintor Giuseppe Angelelli, o naturalista Giuseppe Raddi e o seu tio, o engenheiro e arquitecto Gaetano Rosellini. Durante a estadia no Egipto, a equipa italiana produziu 1 400 desenhos. Os estudos desenvolvidos na expedição são publicados a partir de 1832 sob o título de Monumento dell'Egitto e della Nubia.

## Trabalhos selecionados
- 1826. Di un bassorilievo egiziano della imp. e r. Galleria di Firenze
- 1830. Breve notizia degli oggetti di antichità egiziane riportate dalla Spedizione letteraria toscana in Egitto e nella Nubia, eseguita negli anni 1828-29 ed esposti al pubblico nell'Accademia delle arti e mestieri in S. Caterina
- 1832-44. I Monumenti dell'Egitto e della Nubia, disegnati dalla spedizione scientifico-letteraria Toscana in Egitto: distribuiti in ordine di materie, interpretati ed illustrati
  - 1832. Parte I. Monumenti storici, tomo I
  - 1833. Parte I. Monumenti storici, tomo II
  - 1834. Parte II. Monumenti civili, tomo I
  - 1834. Parte II. Monumenti civili, tomo II
  - 1836. Parte II. Monumenti civili, tomo III
  - 1838. Parte I. Monumenti storici, tomo III, parte I
  - 1839. Parte I. Monumenti storici, tomo III, parte II
  - 1839. Parte I. Monumenti storici, tomo IV
  - 1841. Parte I. Monumenti storici, tomo V
  - 1844 (posthumous). Parte III. Monumenti di culto, tomo unico
- 1837. Elementa Linguae Aegyptiacae, vulgo Copticae (ed. by L.M. Ungarelli).[1]